# Nibelungengrotte

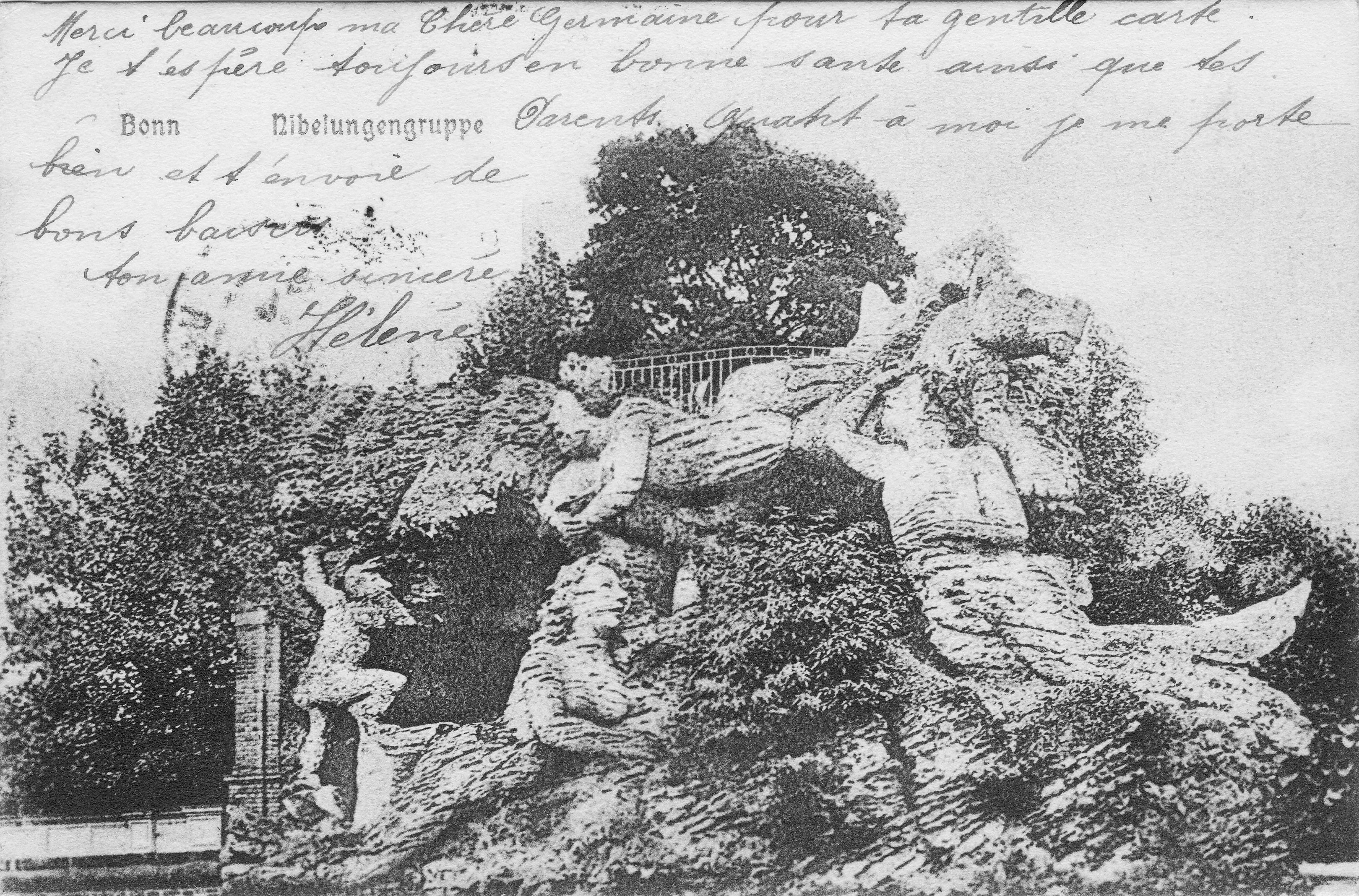
Ansichtskarte der Nibelungengrotte in Bonn (1904)

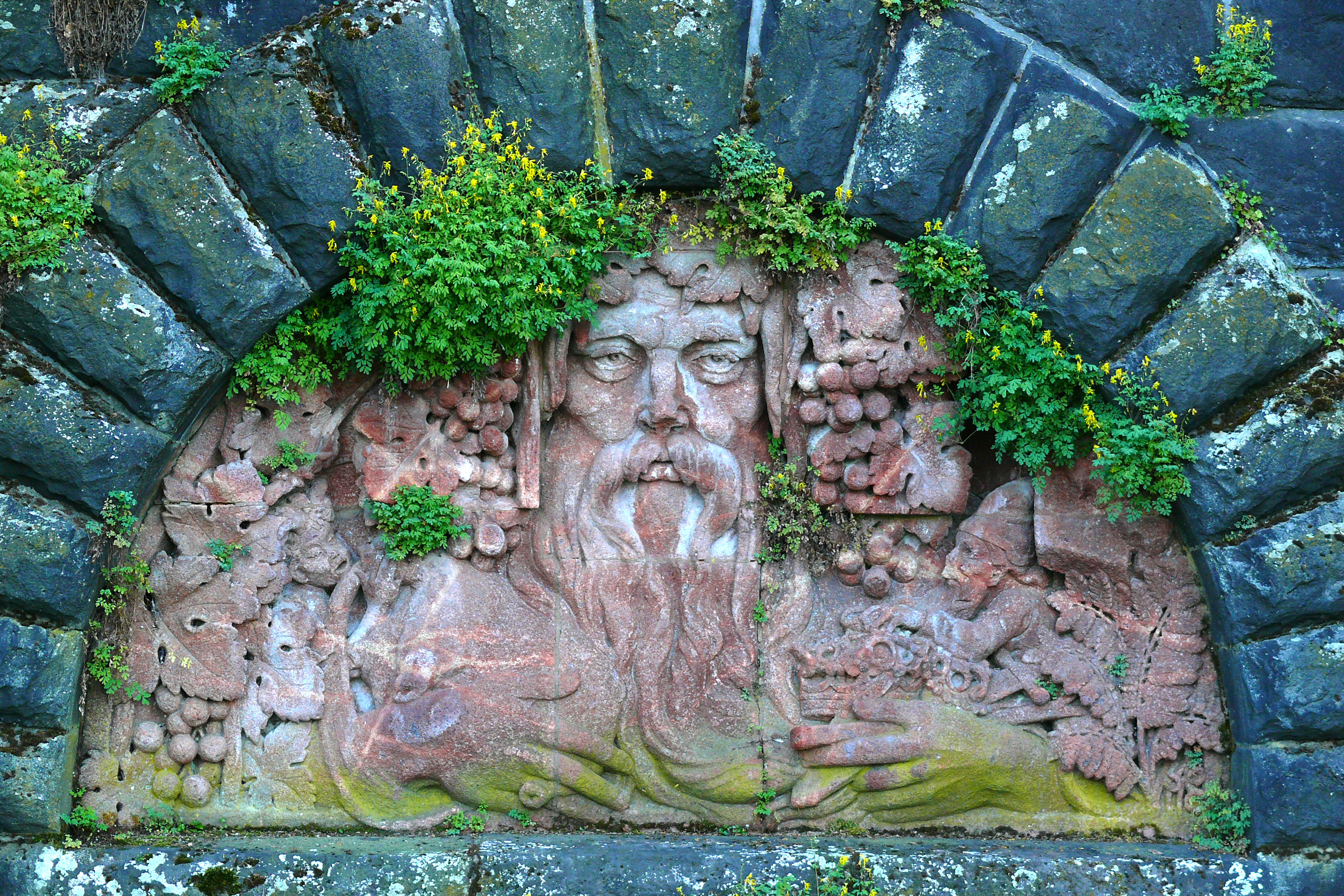
„Vater Rhein“ am Treppenaufgang zur Tempelstraße in Bonn

Die Nibelungengrotte war ein Bauwerk, das im Park der Villa Hammerschmidt in Bonn stand.
Zur Zeit der Entstehung des Bauwerks war der Zuckerfabrikant Leopold Koenig Besitzer des Anwesens.
Die Grotte wurde um das Jahr 1880, dem Zeitpunkt der Baugenehmigung, erschaffen und stellte eine Szene aus der im Jahr 1869 uraufgeführten Oper Das Rheingold, dem ersten Werk der Tetralogie Der Ring des Nibelungen von Richard Wagner dar. Die Ansicht der Grotte von der Rheinpromenade aus war zur damaligen Zeit ein beliebtes Ansichtskartenmotiv der Rheinromantik.
An der Rheinpromenade, wenige Meter vom ehemaligen Standort der Nibelungengrotte entfernt, ist am Treppenaufgang zur Tempelstraße ein Fries aus dem 19. Jahrhundert erhalten geblieben. Dieses Fries zeigt ebenfalls eine Szene aus der Oper Das Rheingold von Richard Wagner. Der Zwerg Alberich vom Volk der Nibelungen springt herbei und entreißt dem Vater Rhein das Rheingold. Im Hintergrund beobachtet eine der Rheintöchter ängstlich das Geschehen.
Die Nibelungengrotte wurde im Jahr 1950 auf Wunsch des damaligen Bundespräsidenten Theodor Heuss durch Beseitigung der Figuren unkenntlich gemacht.
Die Reste der Grotte sind heute, von Efeu überwachsen, an der 6. Station des Planetenlehrpfads, dem Planeten Jupiter, an der Rheinpromenade zu finden.